# W. W. Herenton
'Willie W. Herenton '(n. 23 de abril de 1940) es el alcalde de Memphis, Tennessee. Es graduado de Le Moyne College - Owen en el sur de Memphis, y la Universidad de Memphis. Obtuvo su doctorado en Southern Illinois University. También recibió dos doctorados honorarios de Rhodes College y Christian Brothers University, ambos de Memphis. Tiene cuatro hijos, el menor de la que nació a finales de 2004 a un local de camarera. 
Es el primer afroamericano en ser elegido alcalde de Memphis. Ganó su primer mandato al derrotar al titular de alcalde Richard Hackett en 1991 por 146 votos. 
Antes de ser alcalde, Herenton fue el superintendente de Memphis City Schools durante doce años; Su doctorado es en el ámbito de la educación. En su discurso sobre el Estado de la Ciudad de la dirección el 1 de enero de 2006, Herenton anunció su intención de postularse para un quinto mandato en el año 2007 y se negó a debatir su Challengers durante la campaña. 
Fue elegido para su quinto mandato en el cargo el 4 de octubre de 2007 , por lo tanto, Lo que le convirtió en el primer alcalde Memphis para ser elegido a cinco mandatos. A pesar de su victoria, Herenton obtuvo sólo el 42% del voto popular el 4 de octubre de 2007 la elección. No obstante, para ejecutar despidos Memphis elecciones en toda la ciudad han sido prohibidas por orden judicial desde 1991, en la premisa de que la intención de ejecutar despidos era dar a los candidatos una ventaja blanco StoryLead.aspx? ID = 99188. De hecho, Herenton también anotó su primer 1991 victoria, así como su 1999 reelección con menos de apoyo de la mayoría.

## Críticas
En los últimos tiempos, Herenton ha enfrentado crecientes críticas por parte de los ciudadanos y otros observadores, que se han encargado de que ha, entre las siguientes: 
- No se ha podido garantizar una buena gestión fiscal de la ciudad de Memphis
- Fraude denuncias de nacionales de dinero para la construcción de la FedEx Forum
- No se ha podido comunicarse eficazmente con el Ayuntamiento
- No se ha podido resolver varios problemas de las denuncias de irregularidades en relación con Memphis Light Gas y Agua
- Se desempeñó como el primer objetivo y catalizador de la Carta de reescritura de la ciudad 3A5930
- Preocupado ciudadanos hasta el punto de convertirse en blanco de un ciudadano recordar esfuerzo
- Hecho poco en respuesta a la importante aumento de la delincuencia, bajo su dirección, afirmando que "No hay alcalde en cualquier ciudad americana puede solucionar el problema de la delincuencia." 0,2845, MCA_25341_4948102, 00.html
- Declaró que, a los que no les gusta la forma en que se ha desempeñado como alcalde puede salir de Memphis.
- En junio de 2007, Herenton celebró una conferencia de prensa para anunciar que era el blanco de una conspiración por "ricos, hombres de negocios blancos complot para descarrilar su reelección por filmando lo que tienen relaciones sexuales con camarera de un local de strip-tease."
- El 19 de septiembre de 2007, según ha informado el Commercial Appeal , Alcalde Herenton pedido Se ponga fin a la votación temprana debido a "irregularidades". El Shelby County Election Commission declaró que la votación temprana continuará.